# 贝拉斯卡尔瓦罗
贝拉斯卡尔瓦罗，是西班牙卡斯蒂利亚-莱昂巴利亚多利德省的一个市镇。总面积23平方公里，总人口193人（2001年），人口密度8人/平方公里。